# Paul Ch’eng Shih-kuang

Wappen von Bischof Paul Cheng Shi Guang

Paul Ch’eng Shih-kuang (chinesisch 成世光, Pinyin Chéng Shìguāng; * 15. September 1915 in Xiaoyi, Provinz Shanxi; † 23. August 2012 in Taichung, Taiwan) war Bischof von Tainan.

## Leben
Paul Ch’eng Shih-kuang empfing am 29. Juni 1943 die Priesterweihe.
Papst Johannes XXIII. ernannte ihn 1960 zum Titularbischof von Uccula und zum Weihbischof im Bistum Tainan. Der Erzbischof von Peking, Thomas Kardinal Tien Ken-sin, weihte ihn am 25. Juli 1960 zum Bischof; Mitkonsekratoren waren Joseph Kuo Joshih, Erzbischof von Taipei, und Thomas Niu Hui-ching, Bischof von Yangku.
Er war Konzilsvater aller vier Sitzungsperioden des Zweiten Vatikanischen Konzils.
1966 erfolgte durch Papst  Paul VI. die Ernennung zum zweiten Bischof von Tainan. 1969/70 war er zudem Apostolischer Administrator des Bistums Chiayi. 1990 nahm Papst Johannes Paul II. seinen altersbedingten Rücktritt an.